# Bãi Đinh Ba
Bãi Đinh Ba là một rạn san hô vòng chìm ngập dưới nước, thuộc cụm Song Tử của quần đảo Trường Sa. Rạn vòng này nằm cách rạn Nguy Hiểm phía Bắc (tiếng Anh: North Danger Reef) khoảng 15 hải lý (28 km) về phía đông. Bãi Đinh Ba bị ngăn cách với bãi Núi Cầu gần đó bởi một kênh nước rộng 2 hải lý (3,7 km).
Bãi Đinh Ba là đối tượng tranh chấp giữa Việt Nam, Đài Loan, Philippines và Trung Quốc. Hiện chưa rõ nước nào thực sự kiểm soát rạn vòng này.
- Tên gọi: bãi Đinh Ba; tiếng Anh: Trident Shoal; tiếng Filipino: Tatlong-tulis; tiếng Trung: 永登暗沙; bính âm: Yǒngdēng Ànshā, Hán-Việt: Vĩnh Đăng ám sa.
- Đặc điểm: có hình dạng của một cái lỗ khóa với trục nghiêng về hướng bắc-nam. Chiều dài tính dọc theo trục là 9,2 hải lý (17 km).[1] Có một mỏm đá nhấp nhô khỏi mặt nước tại đầu bắc của bãi (mặc dù vẫn bị ngập sóng); phía đông của rạn vòng này sâu 3,9 m trong khi phía tây thì sâu 7,3 m.[2]

## Hình ảnh
| Đá Bắc Đảo Song Tử Đông Đảo Song Tử Tây Đá Nam Bãi Núi Cầu Bãi Đinh Ba Ảnh Chụp vệ tinh bãi Đinh Ba và các thực thể thuộc Cụm Song Tử (nguồn: NASA). |